# European Darts Tour 2014
Die European Darts Tour 2014 war eine Reihe von Dartturnieren der PDC.
Diese Turnierserie wurde 2014 zum dritten Mal von der PDC veranstaltet und bestand aus acht über das Jahr verteilten Turnieren in ausschließlich europäischen Städten.

## Spielorte
Kein Turnier mehr gespielt wurde in Minehead und Wiener Neustadt, während Berlin, Leipzig und  Salzburg neue Spielorte waren. Von diesen hatte nur Berlin bereits ein Turnier der European Darts Tour ausgetragen, die German Darts Championship 2012.
| Veldhoven |

| Sindelfingen |

| Berlin |

| Salzburg |

| Düsseldorf |

| Leipzig |

| Hildesheim |

| \| Gibraltar \| |
| Gibraltar       |

| Gibraltar |

## European Tour Events
| Nr. | Datum                 | Event                     | Austragungsort                 | Sieger                | Ergebnis | Finalist           |
| --- | --------------------- | ------------------------- | ------------------------------ | --------------------- | -------- | ------------------ |
| 1   | 31. Januar–2. Februar | German Darts Championship | Hildesheim, Halle39            | Gary Anderson         | 6 : 5    | Justin Pipe        |
| 2   | 14.–16. Februar       | Dutch Darts Masters       | Veldhoven, NH Hotel Koningshof | Michael van Gerwen    | 6 : 4    | Mervyn King        |
| 3   | 19.–21. April         | German Darts Masters      | Berlin, Maritim Hotel          | Phil Taylor           | 6 : 4    | Michael van Gerwen |
| 4   | 20.–22. Juni          | Austrian Darts Open       | Salzburg, Salzburgarena        | Vincent van der Voort | 6 : 5    | Jamie Caven        |
| 5   | 27.–29. Juni          | Gibraltar Darts Trophy    | Gibraltar, Victoria Stadium    | James Wade            | 6 : 4    | Steve Beaton       |
| 6   | 11.–13. Juli          | EuropeanDarts Open        | Düsseldorf, Maritim Hotel      | Peter Wright          | 6 : 2    | Simon Whitlock     |
| 7   | 5.–7. September       | European Darts Grand Prix | Sindelfingen, Glaspalast       | Mervyn King           | 6 : 5    | Michael Smith      |
| 8   | 19.–21. Oktober       | EuropeanDarts Trophy      | Leipzig, Kohlrabizirkus        | Michael Smith         | 6 : 5    | Michael van Gerwen |

## Preisgeld
Pro Turnier wurden insgesamt £ 100.000 an Preisgeldern ausgeschüttet. Das Preisgeld verteilte sich unter den Teilnehmern wie folgt:
| Position (Anzahl der Spieler) | Position (Anzahl der Spieler) | Preisgeld |
| ----------------------------- | ----------------------------- | --------- |
| Gewinner                      | (1)                           | £ 20.000  |
| Finalist                      | (1)                           | £ 8.000   |
| Halbfinalisten                | (2)                           | £ 4.000   |
| Viertelfinalisten             | (4)                           | £ 3.000   |
| Achtelfinalisten              | (8)                           | £ 2.000   |
| Verlierer der 2. Runde        | (16)                          | £ 1.250   |
| Verlierer der 1. Runde        | (32)                          | £ 1.000   |
|                               |                               |           |
|                               |                               | £ 100.000 |

## Deutschsprachige Teilnehmer
Im Folgenden werden die Ergebnisse aller deutschsprachigen Teilnehmer aufgelistet.
| Land        | Spieler              | German Darts Championship | Dutch Darts Masters | German Darts Masters | Austrian Darts Open | Gibraltar Darts Trophy | European Darts Open | European Darts Grand Prix | European Darts Trophy |
| ----------- | -------------------- | ------------------------- | ------------------- | -------------------- | ------------------- | ---------------------- | ------------------- | ------------------------- | --------------------- |
| Deutschland | Jyhan Artut          |                           | Letzte 48           | Letzte 32            |                     | Letzte 32              |                     | Letzte 48                 | Letzte 32             |
| Osterreich  | Uwe Bacher           |                           |                     |                      | Letzte 48           |                        |                     |                           |                       |
| Deutschland | René Eidams          | Letzte 48                 |                     |                      |                     |                        |                     |                           |                       |
| Deutschland | Arman Ertür          |                           |                     |                      |                     |                        | Letzte 48           |                           |                       |
| Deutschland | Sascha Goldammer     |                           |                     |                      |                     |                        |                     | Letzte 48                 |                       |
| Deutschland | Marcel Hausotter     |                           |                     | Letzte 48            |                     |                        |                     |                           |                       |
| Deutschland | Fabian Herz          | Letzte 48                 | Letzte 48           |                      |                     |                        |                     |                           |                       |
| Deutschland | Max Hopp             | Letzte 48                 | Letzte 48           | Letzte 48            | Letzte 48           |                        |                     | Letzte 32                 | Letzte 48             |
| Deutschland | Michael Hurtz        |                           |                     |                      |                     |                        | Letzte 48           |                           | Letzte 32             |
| Osterreich  | Michael Rasztovits   |                           |                     |                      | Letzte 48           |                        |                     |                           |                       |
| Osterreich  | Rowby-John Rodriguez |                           |                     |                      | Letzte 32           |                        | Letzte 32           | Achtelfinale              |                       |
| Osterreich  | Roxy-James Rodriguez |                           |                     |                      |                     |                        |                     |                           | Achtelfinale          |
| Deutschland | Bernd Roith          |                           | Letzte 48           |                      | Letzte 32           |                        |                     |                           | Letzte 48             |
| Deutschland | Michael Rosenauer    |                           |                     |                      |                     |                        | Letzte 32           | Letzte 32                 | Letzte 48             |
| Deutschland | Martin Schindler     |                           |                     |                      |                     |                        | Letzte 48           |                           |                       |
| Deutschland | Tomas Seyler         | Letzte 48                 |                     |                      |                     |                        |                     |                           | Letzte 48             |
| Osterreich  | Mensur Suljović      |                           | Letzte 48           |                      | Halbfinale          |                        | Letzte 48           | Letzte 48                 | Letzte 48             |
| Deutschland | Andree Welge         |                           |                     | Letzte 48            |                     |                        |                     |                           |                       |